# Phtheochroa syrtana
Phtheochroa syrtana es una especie de polilla de la familia Tortricidae. Se encuentra en el noroeste de África (Túnez y Argelia), España e Irán.
Se alimenta de especies de Anabasis.